# Myrtyllina
 Myrtyllina – organiczny związek chemiczny z antocyjanów, będącymi barwnikami roślinnymi. Związek ten jest 3-glukozydem delfinidyny.

## Występowanie
Myrtyllina może być znaleziona we wszystkich roślinach zielonych,  w liściach roślin z mirtowatych (stąd też jej nazwa). W największych ilościach występuje w liściach i owocach borówek, hibiscusa, wąkrotki azjatyckiej (Hydrocotyle asiatica) i czernicach. Obecna jest również w drożdżach i owsiance. Owocnia sumaku zawdzięcza swoją barwę obecności barwników antocyjanowych, z których zostały zidentyfikowana m.in. myrtyllina, chryzantemina i delfinidyna.

## Wpływ na zdrowie
Myrtyllina ma stabilizujący wpływ na poziom cukru we krwi, przez co ma działanie podobne do insuliny. Myrtyllina jest zupełnie różna chemicznie i fizjologicznie od insuliny, przypominając swoim zachowaniem witaminy. Myrtyllina jest skuteczna w dawkach doustnych i dożylnych, po przyjęciu nawet bardzo dużych dawek nie obserwuje się jej działania toksycznego, nigdy nie powoduje hipoglikemii. Może być magazynowana w ciele, wykazując swoje działanie przez pewien czas po podaniu jednej dawki. Przeprowadzone badania na psach pokazały, że myrtyllina ma bardzo korzystne działanie przy wyniszczeniu organizmu.